# Les Cousines (film, 1970)
Pour les articles homonymes, voir Cousine (homonymie).
Pour plus de détails, voir Fiche technique et Distribution.
Les Cousines est un film français réalisé par Louis Soulanes et sorti en 1970.

## Fiche technique
- Titre : Les Cousines
- Réalisation : Louis Soulanes, assisté de Yves Prigent
- Scénario : Louis Soulanes, d'après le roman de Fletcher D. Benson La Nuit des perverses
- Dialogues : Louis Soulanes
- Photographie : Albert Susterre
- Musique : Claude Capra
- Production :  Les Activités cinégraphiques - Les Productions Claude Capra
- Tournage : du 11 septembre au 22 novembre 1969
- Pays d'origine :  France
- Durée : 97 minutes
- Date de sortie : France - 25 septembre 1970

## Distribution
- Nicole Debonne : Élisa
- Danièle Argence : Josine
- Solange Pradel : Lucille
- Liliane Bert : Béatrice
- Robert Lombard : Georges Borgo
- Jean Genin : Bruno
- Alain Doutey : André
- Katia Tchenko : Dolly
- Bernard Mesguich : un invité
- Katia Bagarry : une invitée
- Karina Karr : une invitée
- Marie-Paule Pioli : Lucille enfant

## Réactions
Le 21 janvier 1970, la Commission de contrôle émit l'avis suivant:
Le film a été jugé par la majorité des membres de la Commission comme l’un des plus infâmes qu’ils aient jamais vu. Il l’est par son inspiration générale et notamment par l’intervention du personnage central d’une jeune infirme exposée aux pires tortures morales de la part de sa sœur et de sa cousine. Les perversions sexuelles et le comportement sadique des cousines sont décrits avec complaisance et donnent lieu, en particulier, à de nombreuses scènes d’érotisme et d’homosexualité sans préjudice des scènes de sévices infligés à la jeune infirme, que les héroïnes tentent d’autre part d’associer à leurs perversités. Ce film, dans son ensemble comme dans le détail des scènes précitées, paraît attentatoire à une décence élémentaire et, en conséquence, la Commission propose l’interdiction totale de cette production.